# 4 Dywizjon Taborów

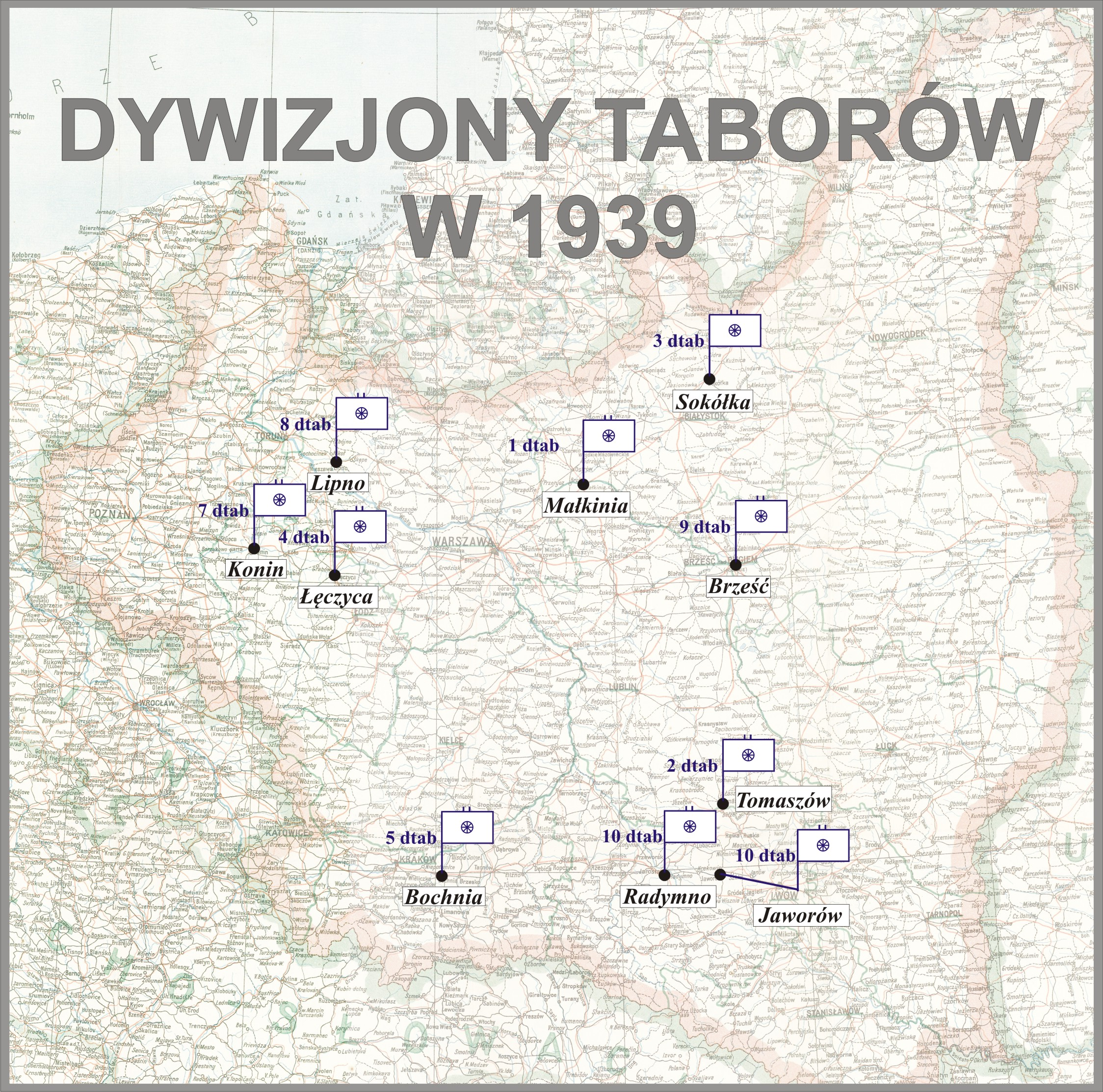
Polskie dywizjony taborów w 1939

4 Dywizjon Taborów – oddział taborów Wojska Polskiego w II Rzeczypospolitej.
W okresie swojego istnienia jednostka przechodziła kilkakrotnie reorganizację. W 1923 dywizjon stacjonował w Łodzi, a w 1939 kadra 4 dywizjonu taborów stacjonowała w Łęczycy.

## Forowanie i zmiany organizacyjne
W 1923 dywizjon podlegał  dowództwu Okręgu Korpusu Nr IV i stacjonował w Łodzi. Dowódca dywizjonu pełnił jednocześnie funkcję szefa taborów Okręgu Korpusu Nr IV.
1 października 1925, w związku z reorganizacją wojsk taborowych, dywizjon został przeformowany w 4 Szwadron Taborów. Jednocześnie zostało utworzone Szefostwo Taborów Dowództwa Okręgu Korpusu Nr IV. W lipcu 1926, „w związku z redukcją stanów liczebnych formacji taborowych (rozkaz MSWojsk. Oddz. I Szt. Gen. L. 2579/org. i rozporządzenie wykonawcze Dep. II L. 1600/tab. tjn.)” szwadron został skadrowany.
12 września 1930 roku została wydana „Organizacja taborów na stopie pokojowej. Przepisy służbowe”, a 18 września 1930 roku został wydany rozkaz o wprowadzeniu w życie organizacji formacji taborowych. 4 szwadron taborów został przeformowany w kadrę 4 dywizjonu taborów.
W 1939 kadra 4 dywizjonu taborów stacjonowała w Łęczycy.

## Struktura organizacyjna
Organizacja dywizjonu w 1923
- dowództwo dywizjonu
- cztery szwadrony taborowe[b]
- skład i warsztat taborowy
- kadra szwadronu zapasowego
- Kadra Okręgowego Szpitala Koni nr IV w Łodzi[9]
- kolumny przewozowe

## Obsada personalna
Dowódcy dywizjonu i szwadronu oraz komendanci kadry
- ppłk tab. Stefan Bzowski (1923[10] – 1 X 1925 → szef Szefostwa Taborów DOK IV[11]
- mjr tab. Zygmunt Bogusz (1 X 1925[12] – III 1927 → szef Szefostwa Taborów DOK II[13])
- kpt. tab. Albin Nowotny (III 1927[14][15] – 1 IV 1929 → kierownik referatu taborów w Szefostwie Intendentury i Taborów OK IV[16])
- rtm. Tadeusz Misiak (X 1930[17] –)
- mjr tab. Henryk Szwajkowski (XII 1932[18] – 24 V 1934 → kierownik Kierownictwa Zaopatrzenia Taborów[19])
- mjr tab. Kazimierz Biłyk (VI 1934[20] – VII 1938 → szef Szefostwa Taborów OK IV[21])
- kpt. tab. Anicet Ignacy Marcinkowski (VII 1938 – III 1939)
- mjr tab. Leon Staniek (od 1 IV 1939[21])

Zastępcy dowódcy dywizjonu
- kpt. tab. Jan Waligórski (1923[22] – II 1925[23][24] → 10 dtab.)

Kwatermistrzowie
- rtm. tab. Albin Nowotny (1 X 1925 – III 1927 → dowódca szwadronu)
- kpt. tab. Stefan II Gajewski (III[14] – X 1927 → kwatermistrz 5 dtab[25])
- kpt. tab. Kazimierz Biłyk (od X 1927[26][15])

Obsada personalna kadry 4 dywizjonu taborów w marcu 1939 roku
- komendant kadry – kpt. Marcinkowski Anicet Ignacy
- oficer mobilizacyjny – kpt. Urbanowicz Kazimierz
- oficer administracyjno-materiałowy – por. Nowakowski Stanisław

### Żołnierze dywizjonu – ofiary zbrodni katyńskiej
Biogramy zamordowanych znajdują się na stronie internetowej Muzeum Katyńskiego
| Nazwisko i imię      | stopień              | zawód              | miejsce pracy przed mobilizacją        | zamordowany |
| -------------------- | -------------------- | ------------------ | -------------------------------------- | ----------- |
| Budziński Aleksander | podporucznik rezerwy | nauczyciel         | Szkoła Powszechna w Lubani             | Katyń       |
| Gerlicz Stanisław    | podporucznik rezerwy | ziemianin          |                                        | Katyń       |
| Kącki Henryk         | podporucznik rezerwy | księgowy           | gł. księgowy BGK w Kielcach            | Katyń       |
| Maszner Czesław      | podporucznik rezerwy | nauczyciel, mgr    | gimnazjum w Jarocinie                  | Katyń       |
| Szulakowski Wojciech | porucznik rezerwy    | inżynier leśnictwa |                                        | Katyń       |
| Trojnarski Karol     | podporucznik rezerwy | nauczyciel         | kier. szkoły powszechnej w Pabianicach | Katyń       |
| Woźniak Józef        | rotmistrz rezerwy    | prawnik, dr        | Sąd Okręgowy w Poznaniu                | Katyń       |
| Brodzicki Mieczysław | podporucznik rezerwy | filolog, mgr       |                                        | Charków     |
| Przewłocki Mikołaj   | porucznik rezerwy    | inżynier architekt |                                        | Charków     |
| Załuga Władysław     | podporucznik rezerwy |                    |                                        | Charków     |